# Лі-Ейкерс (Нью-Мексико)
Лі-Ейкерс (англ. Lee Acres) — переписна місцевість (CDP) в США, в окрузі Сан-Хуан штату Нью-Мексико. Населення — 4170 осіб (2020).

## Географія
Лі-Ейкерс розташоване за координатами 36°42′59″ пн. ш. 108°4′3″ зх. д. / 36.71639° пн. ш. 108.06750° зх. д. (36.716491, -108.067511).  За даними Бюро перепису населення США в 2010 році переписна місцевість мала площу 33,78 км², з яких 33,31 км² — суходіл та 0,47 км² — водойми.

## Демографія
Згідно з переписом 2010 року, у переписній місцевості мешкало 5858 осіб у 1996 домогосподарствах у складі 1517 родин. Густота населення становила 173 особи/км².  Було 2244 помешкання (66/км²).
Расовий склад населення:
| - 61,7 % — білих - 17,2 % — корінних американців - 0,7 % — чорних або афроамериканців - 0,3 % — азіатів - 0,1 % — вихідців з тихоокеанських островів - 16,3 % — осіб інших рас |

До двох чи більше рас належало 3,7 %. Частка іспаномовних становила 37,0 % від усіх жителів.
За віковим діапазоном населення розподілялося таким чином: 28,7 % — особи молодші 18 років, 59,7 % — особи у віці 18—64 років, 11,6 % — особи у віці 65 років та старші. Медіана віку мешканця становила 34,1 року. На 100 осіб жіночої статі у переписній місцевості припадало 101,8 чоловіків;  на 100 жінок у віці від 18 років та старших — 100,1 чоловіків також старших 18 років.
Середній дохід на одне домашнє господарство  становив 52 715 доларів США (медіана — 39 878), а середній дохід на одну сім'ю — 58 150 доларів (медіана — 49 692). Медіана доходів становила 38 464 долари для чоловіків та 26 615 доларів для жінок. За межею бідності перебувало 23,1 % осіб, у тому числі 23,8 % дітей у віці до 18 років та 20,9 % осіб у віці 65 років та старших.
Цивільне працевлаштоване населення становило 2653 особи. Основні галузі зайнятості: освіта, охорона здоров'я та соціальна допомога — 23,9 %, роздрібна торгівля — 16,2 %, науковці, спеціалісти, менеджери — 10,2 %, мистецтво, розваги та відпочинок — 9,1 %.